# First Band on the Moon
First Band on the Moon es el tercer álbum de estudio de The Cardigans. Contiene el éxito internacional Lovefool. Primero fue publicado el 17 de septiembre de 1996. El nombre del disco es una parodia de Neil Armstrong, quién dijo ser "el primer hombre en la Luna" así el título del disco se traduciría como "La primera banda en la Luna".

## Listado de canciones
1. "Your New Cuckoo" (Nina Persson, Peter Svensson) – 3:57
2. "Been It" (Persson, Svensson) – 4:06
3. "Heartbreaker" (Persson, Svensson) – 3:42
4. "Happy Meal II" (Lynette Koyana, Persson, Magnus Sveningsson, Svensson) – 2:37
5. "Never Recover "(Sveningsson, Svensson) – 3:21
6. "Step on Me" (Sveningsson, Svensson) – 3:48
7. "Lovefool" (Persson, Svensson) – 3:16
8. "Losers" (Persson, Svensson) – 3:06
9. "Iron Man" (Geezer Butler, Tony Iommi, Ozzy Osbourne, Bill Ward) – 4:20
  - canción original de Black Sabbath en su álbum Paranoid.
10. "Great Divide" (Sveningsson, Svensson) – 3:17
11. "Choke" (Sveningsson, Svensson) – 3:26

- La primera versión japonesa incluía "Country Hell" (Svensson) como bonus track.
- La segunda versión del álbum japonés tiene una carátula diferente e incluye "Country Hell" (Svensson) y "Blah Blah Blah" (Svensson).
- La edición francesa incluía como bonus track "Sick & Tired" (Svensson, Sveningsson) que fue originalmente publicada en el primer álbum de la banda, Emmerdale.

## Sencillos
- Lovefool ( Primer lanzamiento 14 de septiembre de 1996, #21 UK)
- Been It (30 de noviembre de 1996, #56 UK)
- Lovefool (Relanzado el 24 de febrero de 1997, #2 UK)
- Your New Cuckoo (31 de agosto de 1997, #35 UK)

Los datos de las publicaciones hacen referencia a los sencillos lanzados en Reino Unido. En el resto de Europa y en Japón "Your New Cuckoo" fue publicado mucho antes. El lanzamiento se retrasó para aprovechar el éxito de Lovefool y sus diferentes remixes.

## Logros y éxitos

### Álbum
- Billboard Heatseekers: #3
- Billboard Top 200 Álbumes: #35
- Top 200 Álbumes en Reino Unido: #18 con 41 semanas en el Top 200
- Top 100 Álbumes en Suecia: #2
- Top 100 Álbumes de los álbumes suecos: 1996 Year-end Chart: #60
- Premios Grammis 1996: Mejor Grupo Pop/Rock del año.
- Disco de Oro en Suecia y en el Reino Unido
- Disco de Platino en EE.UU y en Japón.
- 2.5 millones de álbumes vendidos en el mundo

### Sencillos
(EE. UU.)
- Billboard Hot 100 Airplay: "Lovefool"; #1
- Billboard Adult Top 40: "Lovefool"; #2
- Billboard Modern Rock Tracks: "Lovefool"; #9
- Billboard Top 40 Mainstream: "Lovefool"; #1
- Billboard Adult Contemporary: "Lovefool"; #23
- Billboard Hot Dance Music/Club Play: "Lovefool"; #5
- Billboard Hot Dance Music/Maxisingle Sales: "Lovefool; #24
- Billboard Rhythmic Top 40: "Lovefool"; #18
- Billboard Top 40 Adult Recurrents: "Lovefool" #1

(Reino Unido)
- UK Radio Airplay: "Lovefool"; #1
- UK Top 75 Singles: "Lovefool"; #21, "Been It"; #56, "Lovefool" (Re-issue); #2, "Your New Cuckoo"; #35

(Australia)
- ARIA Top 100 Singles 1997 Year-End Chart: "Lovefool"; #52

(Suecia)
- Swedish Top 100 Singles 1996 Year-end Chart: "Lovefool"; #60